# Kachin-Staat
Koordinaten: 26° 0′ N, 97° 20′ O
Der Kachin-Staat (birmanisch ကချင်ပြည်နယ်, BGN/PCGN: kagyinbyinè) ist eine der fünfzehn Verwaltungseinheiten und der nördlichste Staat von Myanmar (Birma).

## Geographie
Der Kachin-Staat liegt zwischen 23° 27' und 28° 25' nördlicher Breite und 96° 0' und 98° 44' östlicher Länge.
Er grenzt im Norden und Osten an China, im Süden an den birmanischen Shan-Staat, im Westen an die birmanische Sagaing-Region sowie im äußersten Nordwesten an den indischen Bundesstaat Arunachal Pradesh.
Das Gebiet umfasst etwa 89.041 km² und ist damit nach dem Shan-Staat und der Sagaing-Region die drittgrößte Verwaltungseinheit in Myanmar. Die Einwohnerzahl liegt bei etwa 1,4 Millionen. Bezogen auf die Bevölkerungsdichte liegt der Kachin-Staat damit mit 16 Einwohnern pro Quadratkilometer vor dem Chin-Staat an vorletzter Stelle.
Die Hauptstadt Myitkyina sowie die Stadt Bhamo, beide am Oberlauf des Irrawaddy gelegen, sind die wichtigsten Städte. Größere Städte sind Putao im gebirgigen Hochland im Nordwesten und Shinbwiyang im äußersten Westen am Fuße der Naga-Berge.
Im nördlichsten Zipfel des Kachin-Staats liegt der mit 5889 m höchste Berg Myanmars, der Hkakabo Razi, an der südlichen Randlage des Himalaja. Etwa 100 km westlich der gedachten Verbindungslinie von Myitkyina nach Bhamo liegt auf halbem Weg zwischen diesen beiden Städten der größte See Myanmars, der Indawgyi.

## Bevölkerung
Die Mehrheit der Bevölkerung besteht aus ursprünglichen Kachin (birmanisch Jingpo). Daneben gibt es 13 weitere ethnische Gruppen, unter ihnen die Birmanen Bamar, Rawang, Lisu, Zaiwa, Maru, Yaywin, Lawngwaw, Lachyit und Shan.
In Teilen Kachins hat seit über 100 Jahren keine Volkszählung mehr stattgefunden. Das Ergebnis des Zensus 2014 (1.689.441 Einwohner) enthält zum Teil Schätzungen. Offizielle Regierungsangaben besagen, dass 57,8 % Buddhisten und 36,4 % Christen sind. Die meisten Menschen sprechen Kachin.

## Klima
Der Kachin-Staat liegt nördlich des nördlichen Wendekreises und verfügt durchweg über feuchtes Klima, im Süden gemäßigt warm mit Durchschnittstemperaturen zwischen 27 °C im Sommer und 15 °C im Winter.

## Verwaltung
Der Kachin-Staat ist aufgeteilt in die Distrikte Putao im Norden, Myitkyina in der Mitte, Bhamo im Süden und Mohnyin im Südwesten.
Sie sind weiter organisiert in 18 Gemeinden und 709 Gemeindebezirken.

## Wirtschaft
Die Wirtschaft basiert auf Landwirtschaft und dem Handel und Schmuggel mit Jade und Drogen. Agrarprodukte sind Reis und Zuckerrohr. In den Bergen wird Gold und Jade abgebaut. Schätzungsweise 50 bis 80 % der Jadeförderung werden nach China geschmuggelt. Die Lokalbevölkerung sowie auch die Regierung haben wenig von diesen Einnahmen.

## Geschichte
Der Kachin-Staat wurde 1948 aus den Zivildistrikten Bhamo und Myitkyina zusammen mit dem größeren Norddistrikt Puta-o gebildet. In den  bergigen Bereichen leben überwiegend die Kachin, während in den tiefer liegenden Tälern des Südens und entlang des dichter besiedelten Eisenbahnkorridors die Shan und Bamar wohnen.
Die nördliche Grenze war bis in die 1960er Jahre nicht markiert, was zu Grenzstreitigkeiten mit dem Nachbarn China führte, der seit dem 18. Jahrhundert Anspruch auf das gesamte Gebiet des Kachin-Staats erhebt.
Kachin-Truppen bildeten früher einen bedeutenden Teil der birmanischen Armee. 1962 wurde die Verfassung der Union von Birma durch General Ne Win einseitig außer Kraft gesetzt und die Kachin zogen sich aus der Armee zurück. Darauf bildeten die Kachin die Kachin Independent Army (KIA) unter der Kachin Independence Organisation (KIO), um Kachin zu verteidigen.
Der Kachin-Staat war seit Mitte der 1960er Jahre bis 1994 mit Ausnahme der größeren Städte und des Eisenbahnkorridors praktisch unabhängig. Als 1994 die birmanische Armee eine Offensive startete und die Jademinen im Kachin-Staat unter ihre Gewalt brachte, wurde eine Friedensvereinbarung geschlossen. Sie erlaubt der KIO die Kontrolle des Staats unter der Oberhoheit der Militärjunta von Myanmar. Zahlreiche Splittergruppen der KIO, die diesen Vereinbarungen nicht zustimmen, sorgen für eine weitgehend instabile Lage.
Im Oktober 2015 wurde ein neues Friedensabkommen zwischen der Regierung und verschiedenen Rebellengruppen geschlossen. Die KIO weigerte sich aber, das Friedensabkommen zu unterzeichnen. Nach der Machtübernahme der Friedensnobelpreisträgerin Aung San Suu Kyi im Jahre 2016 erhoffte man sich eine Verbesserung der Lage, jedoch hat sich die Situation seither eher verschlechtert.